# Сіваков Михайло Сергійович
Миха́йло Сергі́йович Сівако́в (біл. Міхаі́л Сярге́евіч Сівако́ў, рос. Михаил Сергеевич Сиваков; нар. 16 січня 1988, Мінськ, Білоруська РСР, СРСР) — білоруський футболіст, півзахисник національної збірної Білорусі.
Відомий виступами у складі таких білоруських футбольних клубів, як БАТЕ з міста Борисов та «Гомель» з однойменного міста, італійських футбольних клубів «Кальярі» з однойменного міста та «П'яченца» з міста П'яченца, а також польського футбольного клубу «Вісла» з Кракова і бельгійського футбольного клубу «Зюлте-Варегем» з міста Варегем. Окрім того він виступав у складі юнацьких U-17 та U-19, молодіжної й олімпійської збірних Білорусі.
У складі цих команд Сіваков ставав п'ятиразовим золотим призером Вищої ліги чемпіонату Білорусі у 2006, 2007, 2008, 2012 та 2013 роках, володарем кубку та суперкубку Білорусі. Окрім того він став золотим призером Екстракляси чемпіонату Польщі у сезоні 2010–2011. На міжнародному рівні він став бронзовим призером чемпіонату Європи серед молодіжних команд у 2011 році. Майстер спорту Білорусі міжнародного класу.

## Клубна кар'єра

### Перші роки
Михайло Сергійович Сіваков народився 16 січня 1988 року у білоруському місті Мінськ. Був вихованцем футбольного клубу «Зміна» з того ж міста. Першим тренером футболіста став Леонід Іванович Данейко.

### БАТЕ
Професіональну кар'єру розпочав у БАТЕ 2003 року, виступаючи за дубль. Будучи гравцем юнацької збірної Білорусі не раз запрошувався на перегляд у Німеччину (гравцем цікавилися менхенгладбахська та дортмундська «Боруссії»). У сезоні 2005 року дебютував у чемпіонаті Білорусі, а по ходу сезону 2007 року ввійшов до основного складу команди. Учасник Ліги чемпіонів 2008/09 у складі БАТЕ.

### «Кальярі»
30 січня 2009 року підписав контракт із «Кальярі» строком на 3,5 роки. Дебют за сардинський клуб в італійській Серії A відбувся 8 листопада 2009 року в домашньому матчі проти «Сампдорії», де Михайло вийшов на заміну незадовго до кінця зустрічі. Першу половину 2010 року провів в оренді в «П'яченці», що виступала в Серії B, а в липні знову повернувся до складу «Кальярі». На початку 2011 року за власним бажанням пішов в оренду в краківську «Віслу» (на 5 місяців без права викупу), за яку забив гол ударом із 52-х метрів і допоміг стати національним чемпіоном.

### «Зюлте Варегем»
29 серпня 2011 року підписав контракт із клубом «Зюлте-Варегем» на 4 роки після того, як «Кальярі» виставив футболіста на трансфер.
13 серпня 2012 року був орендований рідним БАТЕ, разом з яким брав участь у Лізі чемпіонів 2012/13.

### Повернення в БАТЕ
30 січня 2013 року борисовський клуб викупив трансферні права на Сівакова, підписавши з гравцем новий контракт на 3 роки. 18 березня 2014 року контракт був розірваний за обопільною згодою.

### «Гомель»
Наступного дня на правах вільного агента підписав річний контракт із «Гомелем», де провів наступні півроку.

### «Чорноморець»
Наприкінці червня 2014 року Сіваков підписав контракт з українським футбольним клубом «Чорноморець» із міста Одеса, який був розрахований на два роки. Дебютував за клуб у матчі з «Олімпіком». У матчі 3 туру з «Волинню» забив гол на 70 хвилині.

### «Габала»
На початку 2015 року Сіваков продовжив кар'єру в азербайджанській «Габалі», куди його запросив колишній наставник одеситів Роман Григорчук. Проте закріпитись у команді не зумів і влітку того ж року покинув клуб.

### «Зоря»
У червні 2015 року повернувся до України, підписавши дворічний контракт із луганською «Зорею». Узимку 2016/17 залишив «чорно-білих» за обопільною згодою.

### «Оренбург»
19 січня 2017 року стало відомо про підписання контракту з російським прем'єрліговим «Оренбургом» 

## Статистика виступів за клуби
| Клуб | Ліга              | Сезон             | Чемпіонат | Чемпіонат | Чемпіонат | Кубок | Кубок | Кубок | Єврокубки | Єврокубки | Єврокубки | Інші змагання | Інші змагання | Інші змагання | Інші змагання | Всього | Всього | Всього |
| Клуб | Ліга              | Сезон             | Ігор      | Голи      | ГП        | Ігор  | Голи  | ГП    | Ігор      | Голи      | ГП        | Назва         | Ігор          | Голи          | ГП            | Ігор   | Голи   | ГП     |
| --- | ----------------- | ----------------- | --------- | --------- | --------- | ----- | ----- | ----- | --------- | --------- | --------- | ------------- | ------------- | ------------- | ------------- | ------ | ------ | ------ |
| «Чорноморець» О | ПЛ                | 14-15             | 0         | 0         | 0         | 0     | 0     | 0     | 0         | 0         | 0         | -             | -             | -             | -             | 0      | 0      | 0      |
| «Чорноморець» О | Всього            | Всього            | 0         | 0         | 0         | 0     | 0     | 0     | 0         | 0         | 0         |               | 0             | 0             | 0             | 0      | 0      | 0      |
| «Гомель» | ВЛ                | 2014              | 14        | 2         | 2         | 1     | 0     | 0     | -         | -         | -         | -             | -             | -             | -             | 15     | 2      | 2      |
| «Гомель» | Всього            | Всього            | 14        | 2         | 2         | 1     | 0     | 0     | 0         | 0         | 0         |               | 0             | 0             | 0             | 15     | 2      | 2      |
| БАТЕ | ВЛ                | 2013              | 19        | 0         | 1         | 0     | 0     | 0     | 1         | 0         | 0         | СБ            | 1             | 1             | 0             | 21     | 1      | 1      |
| БАТЕ | ВЛ                | 2012              | 7         | 0         | 0         | 2     | 0     | 0     | 7         | 0         | 0         | -             | -             | -             | -             | 16     | 0      | 0      |
| БАТЕ | Всього            | Всього            | 26        | 0         | 1         | 2     | 0     | 0     | 8         | 0         | 0         |               | 1             | 1             | 0             | 37     | 1      | 1      |
| «Зюлте-Варегем» | ЖПЛ               | 11-12             | 14        | 0         | 1         | 2     | 1     | 0     | -         | -         | -         | -             | -             | -             | -             | 16     | 1      | 1      |
| «Зюлте-Варегем» | Всього            | Всього            | 14        | 0         | 1         | 2     | 1     | 0     | 0         | 0         | 0         |               | 0             | 0             | 0             | 16     | 1      | 1      |
| «Вісла» К | ЕК                | 10-11             | 14        | 1         | 0         | 2     | 0     | 0     | 0         | 0         | 0         | -             | -             | -             | -             | 16     | 1      | 0      |
| «Вісла» К | Всього            | Всього            | 14        | 1         | 0         | 2     | 0     | 0     | 0         | 0         | 0         |               | 0             | 0             | 0             | 16     | 1      | 0      |
| «П'яченца» | Б                 | 09-10             | 15        | 2         | 0         | 0     | 0     | 0     | -         | -         | -         | -             | -             | -             | -             | 15     | 2      | 0      |
| «П'яченца» | Всього            | Всього            | 15        | 2         | 0         | 0     | 0     | 0     | 0         | 0         | 0         |               | 0             | 0             | 0             | 15     | 2      | 0      |
| «Кальярі» | А                 | 10-11             | 2         | 0         | 0         | 1     | 0     | 0     | -         | -         | -         | -             | -             | -             | -             | 3      | 0      | 0      |
| «Кальярі» | А                 | 09-10             | 1         | 0         | 0         | 0     | 0     | 0     | -         | -         | -         | -             | -             | -             | -             | 1      | 0      | 0      |
| «Кальярі» | Всього            | Всього            | 3         | 0         | 0         | 1     | 0     | 0     | 0         | 0         | 0         |               | 0             | 0             | 0             | 4      | 0      | 0      |
| БАТЕ | ВЛ                | 2008              | 23        | 3         | 0         | 7     | 0     | 0     | 11        | 0         | 0         | -             | -             | -             | -             | 41     | 3      | 0      |
| БАТЕ | ВЛ                | 2007              | 10        | 1         | 0         | 0     | 0     | 0     | 4         | 0         | 0         | -             | -             | -             | -             | 14     | 1      | 0      |
| БАТЕ | ВЛ                | 2006              | 1         | 0         | 0         | 0     | 0     | 0     | 1         | 0         | 0         | -             | -             | -             | -             | 1      | 0      | 0      |
| БАТЕ | ВЛ                | 2005              | 2         | 0         | 0         | 0     | 0     | 0     | 0         | 0         | 0         | -             | -             | -             | -             | 2      | 0      | 0      |
| БАТЕ | Всього            | Всього            | 36        | 4         | 0         | 7     | 0     | 0     | 16        | 0         | 0         |               | 0             | 0             | 0             | 59     | 4      | 0      |
| Всього за кар'єру | Всього за кар'єру | Всього за кар'єру | 122       | 9         | 4         | 15    | 1     | 0     | 24        | 0         | 0         |               | 1             | 1             | 0             | 162    | 11     | 4      |
| ВЛ — вища ліга; А — серія А; Б — серія Б; ЕК — Екстракляса; ПЛ — Прем'єр-ліга; ЖПЛ — Жупіле Про Ліга; СБ — Суперкубок Білорусі. |                   |                   |           |           |           |       |       |       |           |           |           |               |               |               |               |        |        |        |
| Останнє оновлення 28 червня 2014                                                                                                |                   |                   |           |           |           |       |       |       |           |           |           |               |               |               |               |        |        |        |

## Виступи за збірні
2004 року дебютував у складі юнацької збірної Білорусі, взяв участь у 12 іграх на юнацькому рівні, відзначившись 2 забитими голами.
Протягом 2008–2011 років залучався до складу молодіжної збірної Білорусі. Учасник двох чемпіонатів Європи серед молодіжних команд: 2009 року в Швеції та 2011 року в Данії (бронзовий призер). За підсумками молодіжного чемпіонату Європи 2011 включений УЄФА до символічної збірної турніру, ставши єдиним білоруським футболістом, що потрапив до неї. Всього на молодіжному рівні зіграв у 29 офіційних матчах, забив 4 голи.
Виступав за олімпійську збірну Білорусі в товариських матчах.
В національній збірній Білорусі дебютував 2 червня 2010 року в товариському матчі проти збірної Швеції в Мінську (0:1).
Наразі провів у формі головної команди країни 3 матчі.

### Матчі
| 01 | 14 жовтня 2008    | Борисов                | Городской                                 | Туреччина (U-21)   | 2-0 | ЧЄ 2009, кваліфікація | 39' |     |  | [ 21 ] |
| 02 | 19 січня 2009     | Мальме                 | Свєдбанк                                  | Сербія (U-21)      | 0-0 | ЧЄ 2009               |     |     |  | [ 22 ] |
| 03 | 31 березня 2009   | Падерборн              | Бентелер Арена                            | Німеччина (U-21)   | 1-1 | ЧЄ 2009               |     |     |  | [ 23 ] |
| 04 | 6 червня 2009     | Валкеакоскі            | Тегтаан кентта                            | Фінляндія (U-21)   | 0-1 | Товариський матч      |     | 6'  |  | [ 24 ] |
| 05 | 23 червня 2009    | Гельсінборг            | Олімпія                                   | Італія (U-21)      | 1-2 | Товариський матч      |     |     |  | [ 25 ] |
| 06 | 12 серпня 2009    | Молодечно              | Городской                                 | Австрія (U-21)     | 2-1 | ЧЄ 2011, кваліфікація |     | 16' |  | [ 26 ] |
| 07 | 9 вересня 2009    | Баку                   | Республіканський стадіон ім. Т. Бахрамова | Азербайджан (U-21) | 3-2 | ЧЄ 2011, кваліфікація | 36' |     |  | [ 27 ] |
| 08 | 10 жовтня 2009    | Пейслі                 | Ґрінгілл Роад                             | Шотландія (U-21)   | 0-1 | ЧЄ 2011, кваліфікація |     | 7'  |  | [ 28 ] |
| 09 | 17 листопада 2009 | Імпінґтон, Кембриджшир | Брідж Роад                                | Албанія (U-21)     | 2-1 | ЧЄ 2011, кваліфікація |     | 29' |  | [ 29 ] |
| 10 | 2 березня 2010    | ?                      | ?                                         | Росія (U-21)       | 1-0 | Товариський матч      |     | 24' |  | [ 30 ] |
| 11 | 26 травня 2010    | Мінськ                 | Динамо-Юні                                | Ізраїлю (U-21)     | 2-2 | Товариський матч      |     | 53' |  | [ 31 ] |
| 12 | 29 травня 2010    | Мінськ                 | Торпедо                                   | Румунія (U-21)     | 1-0 | Товариський матч      |     | 68' |  | [ 32 ] |
| 13 | 11 серпня 2010    | Пашинг                 | Валдстадіон                               | Австрія (U-21)     | 3-3 | ЧЄ 2011, кваліфікація | 31' |     |  | [ 33 ] |
| 14 | 3 вересня 2010    | Молодечно              | Городской                                 | Шотландія (U-21)   | 1-1 | ЧЄ 2011, кваліфікація |     |     |  | [ 34 ] |
| 15 | 8 жовтня 2010     | ?                      | ?                                         | Італія (U-21)      | 0-2 | ЧЄ 2011, кваліфікація |     |     |  | [ 35 ] |
| 16 | 12 жовтня 2010    | Молодечно              | Городской                                 | Італія (U-21)      | 3-0 | ЧЄ 2011, кваліфікація |     | 29' |  | [ 36 ] |
| 17 | 25 березня 2011   | ?                      | Mestský stadión                           | Чехія (U-21)       | 0-2 | Товариський матч      |     |     |  | [ 37 ] |
| 18 | 28 березня 2011   | ?                      | El Val                                    | Іспанія (U-21)     | 1-1 | Товариський матч      |     | 41' |  | [ 38 ] |
| 19 | 11 червня 2011    | Орхус                  | Атлетіон                                  | Ісландія (U-21)    | 2-0 | ЧЄ 2011               |     |     |  | [ 39 ] |
| 20 | 14 червня 2011    | Орхус                  | Атлетіон                                  | Данія (U-21)       | 1-2 | ЧЄ 2011               |     |     |  | [ 40 ] |
| 21 | 18 червня 2011    | Орхус                  | Атлетіон                                  | Швейцарія (U-21)   | 0-3 | ЧЄ 2011               |     |     |  | [ 41 ] |
| 22 | 22 червня 2011    | Віборг                 | Віборг                                    | Іспанія (U-21)     | 1-3 | ЧЄ 2011               |     | 67' |  | [ 42 ] |
| 23 | 25 червня 2011    | Ольборґ                | Енерджі Норд Арена                        | Чехія (U-21)       | 1-0 | ЧЄ 2011               |     |     |  | [ 43 ] |

Всього: 23 матчі; 9 перемог, 6 нічиїх, 8 поразок.
| 01 | 8 лютого 2011     | ? | Mardan Antalyaspor Stadyum | Туреччина (U-23)         | 0-2 | Товариський матч |  |     |  | [ 44 ] |
| 02 | 12 листопада 2011 | ? | ?                          | Саудівська Аравія (U-23) | 0-0 | Товариський матч |  | 31' |  | [ 45 ] |

Всього: 2 матчі; 1 нічия, 1 поразка.
| 01 | 2 червня 2010 | Мінськ | Динамо | Швеція | 0-1 | Товариський матч |  | 85' |  | [ 46 ] |

Всього: 1 матч; 1 поразка.

## Титули та досягнення

### Збірна
U-21:
- Бронзовий призер чемпіонату Європи серед молодіжних команд (1): 2011.

#### Білорусь
БАТЕ:
- Золотий призер Вищої ліги чемпіонату Білорусі (5): 2006, 2007, 2008, 2012, 2013.
- Володар кубку Білорусі (1): 2005–2006.
- Володар суперкубку Білорусі (1): 2013.

#### Польща
- Золотий призер Екстракляси чемпіонату Польщі (1): 2010–2011.

### Індивідуальні
- Майстер спорту Білорусі міжнародного класу.[1]